# Черепин (Львовская область)
Черепин (укр. Черепин) — село в Давыдовской сельской общине Львовского района Львовской области Украины.
Население по переписи 2024 года составляло 270 человек. Занимает площадь 1,06 км². Почтовый индекс — 81151. Телефонный код — 3230.